# Wolf Seesemann
Wolf Seesemann (* 1947 in Nieder-Weisel) ist ein deutscher Regisseur, Schauspieler, Autor, Dramaturg, Projektmanager, Musik- und Filmproduzent.

## Leben und Werk
Wolf Seesemann wuchs in Frankfurt am Main auf, machte dort 1968 seinen Schulabschluss und absolvierte am gleichen Ort eine musikalische Ausbildung. Anfang der 1970er Jahre ging er nach Düsseldorf und arbeitete dort rund 30 Jahre als Theater- und Opernregisseur am Schauspielhaus.
Als Regisseur hat er über 120 Schauspiele und Musiktheater inszeniert u. a. am Schauspielhaus Düsseldorf, bei den Ruhrfestspielen Recklinghausen, am Burgtheater Wien, am Theater Basel, am Staatstheater Stuttgart, am Staatstheater Darmstadt und am Staatstheater Wiesbaden.
2001 gründete er in Berlin die Agentur „Kultur.Medien.Konzepte“ (KMK), die sich auf die Medienprojekte mit künstlerischen und kulturellem Anspruch spezialisiert. Er produziert Filme und DVDs im Bereich Klassischer Musik für die Deutsche Grammophon Gesellschaft, Arthaus Music, Schott Music International, EuroArts, die Akademie der Künste, Young Euro Classic und andere.
Wolf Seesemann lebt und arbeitet heute in Berlin.

## Auszeichnungen
- 1972: Förderpreis für Literatur der Landeshauptstadt Düsseldorf[3]

## Diskografie
- 2003: Ein Abend im Club. (Un soir au club, 2002) Lesung nach dem Roman von Christian Gailly. Mit Matthias Ponnier. Bearb., Regie Wolf Seesemann. Übers. Doris Heinemann, Der Audio Verlag, Berlin 2003, ISBN 3-89813-277-3.[4]
- 2006: Christoph Prégardien, 1. Gesang : Technik, Interpretation, Repertoire / Christoph Pregardién. Mitarbeit Wolf Seesemann, Ill., zahlr. Noten ; 21 cm + 1 DVD, Schott Music, Mainz 2006, ISBN 3-7957-0540-1.
- 2006: Maria Kliegel, 2. Cello : mit Technik und Fantasie zum künstlerischen Ausdruck / Maria Kliegel. Produziert von Wolf Seesemann, Ill., zahlr. Noten ; 21 cm + 2 DVDs, Schott Music, Mainz 2006, ISBN 3-7957-0562-2.
- 2007: Anna Netrebko & Rolando Villazón, Staatskapelle Dresden, Nicola Luisotti - Duets (CD, Album + DVD-V, NTSC + , Ltd, Spe) Deutsche Grammophon, 2007
- 2007: Dirko Juchem, Saxophon spielen - Mein schönstes Hobby, Spielbuch 1 mit CD für 1–2 Alt-Saxophone, Saxophon-Duette& Spielstücke für Saxophon und Klavier. Schott Music, Mainz 2007, ISMN 979-0-00113841-3 (Suche im DNB-Portal).[5]
- 2008: Perry Letsch, Mundharmonika spielen - mein schönstes Hobby: Die Schule für diatonische Mundharmonika („Blues Harp“) für Jugendliche und Erwachsene. Band 1 mit CD und DVD, Schott Music, 2008, ISMN 979-0-00114923-5.[6]
- 2009: Bernhard Gortheil, Die Bläserbande: Schule für Klassen- und Gruppenunterricht mit Holz- und Blechbläsern, Band 6. Schott Music, Mainz 2009, ISBN 978-3-7957-5935-3.[7]

## Werkverzeichnis

### Als Darsteller
- 1969: Kaspar
- 1970: Drücker
- 1988: Frühstück für Feinde

### Als Theaterregisseur (Auswahl)
- 1971: Flüchtlingsgespräche | Theater: Düsseldorfer Schauspielhaus | Stück von Bertolt Brecht | Regie: Wolf Seesemann[8]
- 1973: Staschek oder Das Leben des Ovid | Theater: Württembergisches Staatstheater Stuttgart | Stück von Ovid | Regie: Wolf Seesemann[9]
- 1974: Woyzeck | Theater: Düsseldorfer Schauspielhaus| Stück von Georg Büchner | Regie: Wolf Seesemann
- 1975: Trommeln in der Nacht | Theater: Düsseldorfer Schauspielhaus| Stück von Bertolt Brecht | Regie: Wolf Seesemann
- 1977: Minna von Barnhelm oder Das Soldatenglück | Theater: Staatstheater Darmstadt | Stück von Gotthold Ephraim Lessing | Regie: Wolf Seesemann[10]
- 1986: Der gute Mensch von Sezuan | Theater: Städtische Bühnen Freiburg| Stück von Bertolt Brecht | Regie: Wolf Seesemann
- 1987: Jagdszenen aus Niederbayern | Theater: Düsseldorfer Schauspielhaus| Stück von Martin Sperr | Regie: Wolf Seesemann
- 1990: Sladek oder die schwarze Armee | Theater: Düsseldorfer Schauspielhaus | Stück von Ödön von Horváth | Regie: Wolf Regie: Wolf Seesemann[11]
- 1990: Nathan der Weise | Theater: Staatstheater Kassel | Stück von Gotthold Ephraim Lessing | Regie: Wolf Seesemann
- 1991: Krankheit oder Moderne Frauen | Theater: Staatstheater Kassel | Stück von Elfriede Jelinek | Regie: Wolf Seesemann
- 1992: Endspiel | Theater: Düsseldorfer Schauspielhaus | Stück von Samuel Beckett | Regie: Wolf Seesemann[12]
- 1992: Lear | Theater: Staatstheater Darmstadt | Stück von Edward Bond | Regie: Wolf Seesemann[13]
- 1992: Mein Kampf | Theater: Badisches Staatstheater Karlsruhe| Stück von George Tabori | Regie: Wolf Seesemann
- 1993: Neuer Lübecker Totentanz | Theater: Basel/Leonhardskirche | Stück von Hans Henny Jahnn | Regie: Wolf Seesemann[14]
- 1993: Die lustigen Weiber | Theater: ... | Stück von William Shakespeare | Regie: Wolf Seesemann[15]
- 1995: Im Dickicht der Städte | Theater Freiburg | Stück von Bertolt Brecht | Regie: Wolf Seesemann
- 1995: Von Tod an rückwärts liebeskrank | Theater: Düsseldorfer Schauspielhaus | Stück von Heinrich Heine | Regie: Wolf Seesemann[16]
- 1996: Herr Paul | Theater: Staatstheater Wiesbaden | Stück von Tankred Dorst | Regie: Wolf Seesemann[17]
- 1996: Ein Volksfeind | Theater: Düsseldorfer Schauspielhaus | Stück von Henrik Ibsen | Regie: Wolf Seesemann
- 1996: Vaterliebe | Theater: Ernst-Deutsch-Theater (Hamburg) | Stück von Gert Heidenreich | Regie: Wolf Seesemann[18]
- 1997: Suzy Krack oder Ein Sommertag in der Toscana | Theater: Stadttheater | Stück von Karst Woudstra | Regie: Wolf Seesemann[19]
- 1998: Der Ring des Nibelungen: Siegfried | Theater: Stadttheater | Stück von Richard Wagner | Regie: Wolf Seesemann[20]
- 1998: Der Ring des Nibelungen: Götterdämmerung | Theater: Stadttheater | Stück von Richard Wagner | Regie: Wolf Seesemann[21]
- 2000: Die Kameliendame | Theater: Düsseldorfer Schauspielhaus | Stück von Alexandre Dumas | Regie: Wolf Seesemann[22]